# Nemici della Legione dei Super-Eroi
Questa è una lista di personaggi immaginari della DC Comics, e sono nemici della Legione dei Super-Eroi.

## Nemici della Legione dei Super-Eroi
In ordine alfabetico (con numero e data del debutto).
| Criminale                   | Prima comparsa                                                             | Descrizione |
| --------------------------- | -------------------------------------------------------------------------- | --- |
| Black Mace                  | Adventure Comics vol. 1 n. 374 (novembre 1968)                             | Un mercenario altamente addestrato e super forte, Mick Yardreigh si batté con la Legione dei Super-Eroi in numerose occasioni. |
| Blight                      | Legion of Super-Heroes: Secret Files and Origins vol. 1 n. 2 (giugno 1999) | Razza aliena di zombie cibernetici che viaggiano nello spazio infestando le razze con cui vengono in contatto. |
| Chameleon Chief             | Superman's Pal, Jimmy Olsen vol. 1 n. 63 (settembre 1962)                  | Mutaforma membro della Legione dei Supercriminali, Jall Tannuz è anche in grado di alterare la forma degli oggetti. |
| Command Kid                 | Adventure Comics vol. 1 n. 328 (gennaio 1965)                              | Un residente di Preztor posseduto da un demone, Jeem Rehtu si infiltrò nella Legione dei Super-Eroi per distruggere il gruppo ma fu scoperto dalla sua vulnerabilità all'oro. |
| Composite Man               | Legionnaires vol. 1 n. 25 (maggio 1995)                                    | Un mutante Durlaniano creato biologicamente che mimò i poteri dei Legionari quando questi comparvero per arrestare la sua furia omicida contro il Legionario Chameleon. |
| Computo                     | Adventure Comics vol. 1 n. 340 (gennaio 1966)                              | Assistente meccanico costruito da Brainiac 5, Computo cercò di spazzare via l'umanità in favore del dominio delle macchine. Computo si dimostrò uno dei nemici più frequenti della Legione dei Super-Eroi. |
| Controllori                 | Adventure Comics vol. 1 n. 357 (giugno 1967)                               | Credendo che la pura perfezione derivasse dal caos, i Controllori utilizzarono un Mangiatore di Soli che cercò di rovinare l'ordine in tutto l'universo. Ci volle la Legione dei Super-Eroi in alleanza con i Fatal Five e il sacrificio del Legionario Ferro Lad per fermarlo. |
| Cosmic King                 | Superman vol. 1 n. 147 (agosto 1961)                                       | Un residente del pianeta Venere, Laevar Bolto cercò di creare un raggio che poteva alterare la struttura atomica della materia e tramite un incidente sviluppò lui stesso questa abilità. Evitato dal suo governo, divenne Cosmic King e aiutò a fondare la Legione dei Supercriminali. |
| Dark Circle                 | Adventure Comics vol. 1 n. 367 (aprile 1968)                               | Un gruppo di persone che cercarono di invadere la Terra attraverso tattiche come un'armata di cloni e arruolando razze aliene come i Khunds e i Dominatori (durante l'Earthwar). |
| Darkseid                    | Superman's Pal Jimmy Olsen n. 134 (novembre 1970)                          | Resuscitato nel XXX secolo, Darkseid consumò gli artefatti magici e le energie di Mordru e Time Trapper per riottenere la sua forza e conquistare l'universo. Schiavizzando la gente di Daxam, mosse il loro mondo verso sun sistema solare con un sole giallo e fece sì che i Daxamiti bonificassero il pianeta a suo piacimento. Nella sconfitta, trasformò il figlio di Lightning Lad e Saturn Girl in Validus e lo mandò nel passato perché si unisse ai Fatal Five. |
| Doctor Regulus              | Adventure Comics vol. 1 n. 348 (settembre 1966)                            | Scienziato alla centrale elettrica di Metropolis, il Dr. Zaxton Regulus stava conducendo un esperimento che fu interrotto da Dirk Morgna. L'esperimento fu un fallimento, e Regulus incolpò Morgna e gettò il giovane in un reattore nucleare nel pieno della rabbia. Fortunatamente, la struttura genetica unica di Morgna assorbì le radiazioni e gli fornì dei superpoteri. Cercando di nascondersi, Regulus creò un'armatura super potenziata e ancora cercò vendetta su Morgna (che intanto si unì alla Legione dei Super-Eroi come Sun Boy). |
| Dominatori                  | Adventure Comics vol. 1 n. 361 (ottobre 1967)                              | Una razza aliena di scienziati del tempo in contrasto con la Terra, i Dominatori erano in una guerra su e giù di nuovo nel XXX secolo e furono parte dell'alleanza contro la Terra nell'Earthwar. |
| Dynamo Boy                  | Adventure Comics vol. 1 n. 330 (marzo 1965)                                | Un pirata dello spazio da New Tortuga, Vorm utilizzò una cintura speciale per infiltrarsi nella Legione dei Super-Eroi per distruggerla dall'interno per la minaccia che posava per il commercio della sua gente. A causa di alcune circostanze, riuscì ad espellere tutti i membri tranne sé stesso e costruì una nuova Legione con tre membri della Legione dei Supercriminali. |
| Echo                        | Adventure Comics vol. 1 n. 355 (aprile 1967)                               | Un membro della Legione dei Supercriminali, Myke-4 Astor cercò di entrare nella Legione dei Super-Eroi per poi ritornare alle sue radici malvagie. |
| Evillo                      | Adventure Comics vol. 1 n. 350 (novembre 1966)                             | Principe del pianeta Tartarus, Evillo attirò i criminali sul suo mondo con un porto sicuro al fine di tramutare anche le persone buone in criminali. Creando un gruppo di criminali chiamati “Devil's Dozen”, questa gang avrebbe derubato altri pianeti per lui. |
| Fatal Five                  | Adventure Comics vol. 1 n. 352 (gennaio 1967)                              | Un gruppo formato dai cinque criminali più pericolosi dell'universo, Emerald Empress, Mano, il Persuasore, Tharok, e Validus furono messi insieme dalla Legione dei Super-Eroi perché aiutassero a salvare la Terra dal Mangiatore di Soli e questo gruppo divenne una delle squadre avversarie più frequenti della Legione. |
| Firefist                    | Legione dei Super-Eroi vol. 4 n. 44 (giugno 1993)                          | Costretto a lavorare con la Legione dei Super-Eroi, il Khund Firefist tradì il gruppo e da questo fu abbandonato. Sarebbe ritornato più avanti per vendicarsi. |
| Glorith                     | Adventure Comics vol. 1 n. 338 (novembre 1965)                             | Pre-Crisi, agente di Time Trapper che fu assassinata dal suo maestro per aver fallito nello sconfiggere la Legione dei Super-Eroi, Glorith divenne una nemica frequente e pericolosa della Legione post-Crisi. Responsabile di numerosi problemi affrontati dalla squadra, inviò Phantom Girl indietro nel tempo dove divenne Phase e un Durlaniano avanti nel tempo dove divenne R. J. Brande. Intrappolò Mon-El nella Zona di Caricamento Bgztl nel XX secolo da cui sarebbe stato liberato dalla LdSE nel XXX secolo. |
| Grimbor l'Incatenatore      | Superboy vol. 1 n. 221 (novembre 1976)                                     | Un inventore con esperienza nella creazione di dispositivi di confinamento, Grimbor fu estasiato dalla mutante Charma Drisden perché divenisse un criminale. Dopo essere stato sconfitto dalla Legione dei Super-Eroi, Drisden fu assassinata in prigione e Grimbor ritornò per vendicarsi del super gruppo. |
| Hunter                      | Adventure Comics vol. 1 n. 358 (luglio 1967)                               | Otto Orion era un maestro della caccia sul pianeta Simballi e ne divenne il padrone. Orion cercò di cacciare la Legione dei Super-Eroi solo per venire sconfitto. Suo figlio Adam cercò vendetta sulla Legione, prima da solo e poi come parte della Legione dei Supercriminali. |
| Infinite Man                | Superboy and the Legion of Super-Heroes vol. 1 n. 233 (novembre 1977)      | Il Professor Jaxon Rugarth si offrì volontario per un dispositivo creato da Rond Vidar creato per mandare avanti nel tempo qualcuno abbastanza da entrare nel passato e dimostrare che la quarta dimensione è circolare. Rugarth, però, fu inviato attraverso numerose dimensioni attraversò fratture nello spazio nella sua mente che lo tramutarono nella potente creatura Infinite Man. |
| Justice League of Earth     | Action Comics vol. 1 n. 859 (gennaio 2008)                                 | Creata da metaumani che furono respinti ai provini per entrare nella Legione dei Super-Eroi, un gruppo di persone guidate da Earth Man spinsero la gente della Terra a diventare una società xenofobica credendo che il suo più grande eroe, Superman, provenisse in realtà dalla Terra e che proteggesse la Terra da influenze aliene. Diventando la Justice League of Earth, tramutò la Legione dei Super-Eroi in un gruppo di fuori casta cacciati dalle autorità. |
| Khund                       | Adventure Comics vol. 1 n. 346 (luglio 1966)                               | Un vasto impero guerrieri che viaggiavano per la galassia, i Khund erano conquistatori che si tramutarono in cyborg e che cercarono di schiavizzare i mondi con cui vennero in contatto. Delle numerose razze aliene che si batterono con la Legione dei Super-Eroi, i Khund sono i più frequenti. |
| Laurel Kent                 | Superboy vol. 1 n. 217 (giugno 1976)                                       | Creduta un'antenata di Superman ed entrata nell'Accademia della Legione, si scoprì che Laurel Kent era una Manhunter che, quando il suo programma si attivò, giunse la base dei Manhunters sull'Himalaya e si autodistrusse. |
| Lega dei Super Assassini    | Superboy and the Legion of Super-Heroes vol. 1 n. 253 (luglio 1979)        | Credendo che il loro pianeta Dryad fu distrutto dalla Legione dei Super-Eroi, il vero colpevole Dark Man (un clone di Tharok) mise i giovani sotto alcuni esperimenti per donare loro dei poteri con i quali battere la Legione. Il membro Blok finì per unirsi alla Legione e i suoi compagni finirono per rimpolpare le file della Legione dei Supercriminali. Il gruppo fu una falsariga degli X-Men (e della Guardia imperiale degli Shi'ar). |
| Legione dei Stupor-Bizzarro | Adventure Comics vol. 1 n. 329 (febbraio 1965)                             | Il discendente del XXX secolo di Bizarro fu respinto dalla Legione dei Super-Eroi e formò una propria Legione dirigendo un raggio sui membri per renderli tutti dei “Bizzarro”. |
| Legione dei Super Respinti  | Superboy vol. 1 n. 212 (ottobre 1975)                                      | Sei giovani respinti ai provini per entrare nella Legione dei Super-Eroi perché possedevano poteri duplicati, questi giovani si unirono e si dimostrarono molto più potenti delle loro controparti sconfiggendoli. Metà di questa squadra divenne parte della Legione dei Supercriminali. |
| Legione dei Supercriminali  | Superman vol. 1 n. 147 (agosto 1961)                                       | Comparendo per la prima volta come controparte adulta della Legione dei Super-Eroi, questo gruppo fu convocato da Lex Luthor nel XX secolo per distruggere Superman. Il gruppo si rivelarono più avanti come membri della Scuola dei Supercriminali che più avanti sarebbero stati inclusi nella squadra e sarebbero diventati la maggior parte dei nemici della Legione dei Super-Eroi. |
| Leland McCauley             | Adventure Comics vol. 1 n. 374 (novembre 1968)                             | Rivale di R. J. Brande, Leland McCauley III disprezzava Brande e il suo super gruppo. Leland McCauley IV inviò un assassino ad uccidere Brande che però fallì. Post-Ora Zero, Leland McCauley fu un avversario frequente della Legione dei Super-Eroi. |
| Lex Luthor                  | Action Comics vol. 1 n. 23 (aprile 1940)                                   | Migliore amico di Superboy e poi suo più grande nemico, quando Luthor seppe della Legione dei Super-Eroi il gruppo contratto il suo salario come se Luthor avesse davanti degli adulti e non dei ragazzi. |
| Lightning Lord              | Superman vol. 1 n. 147 (agosto 1961)                                       | Fratello maggiore di Lightning Lad e Lass, Mekt Ranzz nacque singolo in un pianeta in cui si nasceva tutti in una coppia di gemelli. Questa condizione lo lasciò socialmente infastidito e successivamente ciò lo precluse verso una vita di crimine aiutando a fondare la Legione dei Supercriminali. |
| Luck Lords                  | Adventure Comics vol. 1 n. 343 (aprile 1966)                               | Un quartetto di alieni che furono esiliati dal loro mondo per crimini commessi lì e viaggiarono per lo spazio utilizzando la scienza per ipnotizzare gli altri perché credessero che potevano donare fortuna, buona o cattiva. Un altro gruppo con lo stesso nome comparvero per battersi contro la Legione dei Super-Eroi come magi immortali. |
| Mordru                      | Adventure Comics vol. 1 n. 369 (giugno 1968)                               | Comparendo misteriosamente su Sorcerers's World, Mordru si unì alla loro società prima di ottenere il suo potere e assorbire il potere della maggior parte degli stregoni che si trovavano lì. Cominciò a conquistare i mondi vicini, formando un impero estensivo che avrebbe compreso metà della galassia. Decidendo di diventare più selettivo con i pianeti da conquistare, la Terra catturò la sua attenzione e si batté contro la Legione dei Super-Eroi (diventando uno dei nemici più frequenti del gruppo). |
| Nemesis Kid                 | Adventure Comics vol. 1 n. 346 (luglio 1966)                               | Inviato ad infiltrarsi nella Legione dei Super-Eroi dai Khund, Hart Druiter venne scoperto e si unì alla Legione dei Supercriminali. Avrebbe poi guidato il gruppo fino alla sua sconfitta per mano della Principessa Projectra. |
| Omega                       | Superboy and the Legion of Super-Heroes vol. 1 n. 250 (aprile 1979)        | Nato per mano dell'impazzito Brainiac 5 per distruggere l'universo, la Macchina dei Miracoli prese l'odio combinato dell'universo e diede vita ad Omega. |
| Pulsar Stargrave            | Superboy vol. 1 n. 223 (gennaio 1977)                                      | Brainiac, ad un certo punto nella storia, scelse di fuggire dal suo nemico, Superman, viaggiando nel futuro. Il suo corpo, ancora in animazione sospesa, fu creduto morto e inviato nel sole da alcuni esploratori che lo trovarono. Venendo in contatto con la stessa mentre diventava una supernova, si combinarono facendo sì che Brainiac ottenesse i poteri della stella stessa. |
| Ra's al Ghul                | Batman vol. 1 n. 232 (giugno 1971)                                         | Uno dei più grandi nemici di Batman, Ra's al Ghul sopravvisse fino al 31º secolo dove uccise il Presidente dei Pianeti Uniti, Leland McCauley, e ne prese il posto nominando la Legione dei Super-Eroi come fuorilegge. In quel periodo, Ra's divenne un tutt'uno con il fuoco di uno dei suoi Pozzi di Lazzaro e poteva così abitare i corpi dei cloni di sé. |
| Roxxas                      | Adventure Comics vol. 1 n. 307 (aprile 1963)                               | Anton Roxxas guidò un'armata di pirati dello spazio che commisero un quasi genocidio del pianeta Trom quando gli abitanti del pianeta si rifiutarono di utilizzare i loro poteri per tramutare gli elementi in un'immensa fortuna. Il solo sopravvissuto, Jan Arrah, si unì alla Legione dei Super-Eroi come Mystery Boy per aiutarli a portare Roxxas alla giustizia. Arrah sarebbe poi divenuto Element Lad e Roxxas da lì in poi si sarebbe battuto numerose volte con la squadra. |
| Saturn Queen                | Superman vol. 1 n. 147 (agosto 1961)                                       | Come per tutti i residenti di Titano, Eve Aries è una telepate e frequentò la Scuola per Supercriminali e aiutò a fondare la Legione dei Supercriminali. |
| Scuola dei Supercriminali   | Adventure Comics vol. 1 n. 371 (agosto 1968)                               | Durante una lotta tra i criminali e la Polizia Scientifica, un passante innocente di nome Tarik fu colpito dal colpo di un ufficiale. Reso muto, Tarik giunse ad odiare la legge e formò una scuola per addestrare i criminali così bene da costringere Colossal Boy a divenire un insegnante sotto la minaccia di assassinio dei suoi cari. Gli studenti di Tarik avrebbero fondato la Legione dei Supercriminali. |
| Sklarian Raiders            | Superboy and the Legion of Super-Heroes vol. 1 n. 233 (novembre 1977)      | Una banda di pirati spaziali tutti al femminile che di quando in quando occasionalmente sconfissero la Legione dei Super-Eroi. |
| Spider Girl                 | Adventure Comics vol. 1 n. 310 (luglio 1963)                               | Una potenziale Legionaria respinta che frequentò la scuola dei Supercriminali e si unì alla Legione dei Supercriminali. |
| Starfinger                  | Adventure Comics vol. 1 n. 335 (agosto 1965)                               | Originariamente Starfinger era Lightning Lad sotto controllo mentale manipolato dal Dr. Lars Hanscom; un secondo Starfinger emerse, e in realtà era Char Burrane, il criminale seguito da Gim Allon quando una meteora cadde e gli donò i suoi superpoteri, il criminale trovò un misterioso anello che richiamò due entità in Starlight e Starbright che esaudirono i desideri di Burrane. Un altro Starfinger, Molock Hanscom, ottenne l'anello di Burrane e ne prese anche il mantello. |
| Storm Boy                   | Adventure Comics vol. 1 n. 301 (ottobre 1962)                              | Respinto dalla Legione dei Super-Eroi quando si scoprì che i suoi poteri meteorologici derivavano da un dispositivo nascosto, Myke Chypurz si alleò con la Justice League of Earth e la Legione dei Supercriminali. |
| Imperatore del Sole         | Superboy vol. 1 n. 208 (aprile 1975)                                       | Un criminale incarcerato coinvolto in un esperimento genetico, Nigal Douglous ottenne il potere di manipolare l'energia solare e divenne un membro della Legione dei Supercriminali. |
| Superboy-Prime              | DC Comics Presents vol. 1 n. 87 (novembre 1985)                            | Il criminale Time Trapper inviò Superboy-Prime al 31º secolo per causare guai alla Legione dei Super-Eroi dopo averlo trovato sperduto nel tempo dopo la battaglia contro Monarca. Scoprendo che il grande eroe Superman era ancora considerato nel futuro mentre Superboy-Prime era considerato un criminale minore, il Clark Kent alternativo si preparò per divenire il più grande criminale di tutti i tempi e libero ogni incarcerato del pianeta prigione Takron-Galtos formando la Legione dei Supercriminali virtualmente con ogni singolo nemico della Legione dei Super-Eroi. Per combattere la minaccia, la Legione dei Super-Eroi convocò le controparti Post-Ora Zero e Post-Teen Titans/Legion Special insieme alla Lanterna Verde ritirata Sodam Yat, alla Strega Nera, e i resuscitati Kid Flash e Superboy. Infine, si scoprì che l'ultima incarnazione di Time Trapper era di fatto Superboy-Prime e costrinsero i due a venire in contatto e il paradosso che ne conseguì fece ritornare Clark Kent alla Terra Prime. |
| Time Trapper                | Adventure Comics vol. 1 n. 317 (febbraio 1964)                             | Come il più frequente avversario della Legione dei Super-Eroi, Time Trapper risiede alla fine del tempo ed eresse la “Cortina di Ferro del Tempo” per prevenire che i suoi nemici facessero ritorno al futuro. L'identità di Time Trapper cambia periodicamente, cambiando da un Controllore di nome Paras a Cosmic Boy a Lori Morning a Superboy-Prime all'impersonificazione vivente dell'entropia dell'universo ad una linea temporale alternativa senziente e una volta adottò l'identità di Time Master quando ebbe a che fare con la Justice League of America e i suoi eroi. |
| Tyr                         | Superboy vol. 1 n. 197 (settembre 1973)                                    | Proveniente dal popolo guerriero di Tyrraz, Tyr rapì il Legionario Timber Wolf per trasformarlo in un assassino e compiere un complotto atto a uccidere il Presidente dei Pianeti Uniti. Il criminale ricomparve in numerose occasioni, incluso come parte della Legione dei Supercriminali. |
| Universo                    | Adventure Comics vol. 1 n. 349 (ottobre 1966)                              | Un'ex Lanterna Verde privata del suo anello del potere quando tentò di assistere all'Alba del Tempo, Universo utilizzò l'ipnotismo nel tentativo di ottenere il potere (in un'occasione andata male fu durante Il Progetto Universo). Cercò anche di riottenere l'anello, lasciato in eredità a suo figlio Rond Vidar. |
| Vandal Savage               | Lanterna Verde vol. 1 n. 10 (Inverno 1943)                                 | Un Cro-Magnon con super intelligenza e immortalità quando fu inondato dalle radiazioni di una meteora, Vandar Adg divenne uno dei criminali più prolifici nella storia umana parallelamente ai più grandi conquistatori e criminali mai esistiti (e spesso fu sempre lui sotto numerose identità). Combattendo i super eroi fin dalla loro prima comparsa, combatté contro la Justice Society of America, la Justice League, e i Teen Titans. Nella miniserie Star Trek/Legion of Super-Heroes, Vandar fu fuso con il personaggio di Star Trek Flint come Vandar the Stone e impiegò la tecnologia del viaggio nel tempo per diventare il dominatore dell'universo, cancellando entrambe le linee temporali di Star Trek e della Legione dei Super-Eroi facendo sì che la Legione si ricomponesse per rimettere a posto ciò che Vandar alterò. |
| White Triangle              | Legione dei Super-Eroi vol. 4 n. 66 (marzo 1995)                           | Un gruppo di Daxamiti xenofobici che osservavano le altre razze come se fossero inferiori e complottarono la caduta dei Pianeti Uniti a causa della natura delle razze aliene unite. |
| Workforce                   | Legione dei Super-Eroi vol. 4 n. 64 (gennaio 1995)                         | Un gruppo di giovani super potenti messo su da Leland McCauley per rivaleggiare la Legione dei Super-Eroi del suo nemico R. J. Brande. La Workforce fece molto di più che aiutare coloro in difficoltà, ma a differenza della Legione, voleva un tributo. Col tempo, il gruppo avrebbe agito come un dispositivo per il reclutamento involontario per la Legione quando vollero abbandonare la caustica condizioni di McCauley di diventare veri eroi. |

## In altri media
| Criminale            | Prima comparsa                                                      | Descrizione |
| -------------------- | ------------------------------------------------------------------- | --- |
| Alexis Luthor        | Legion of Super Heroes: “Legacy”                                    | Antenata di Lex Luthor, Alexis divenne amica del giovane Superman nel 31º secolo e ne fu ossessionata, desiderando eliminare la Legione dei Super-Eroi che secondo lei si stava mettendo tra loro.          |
| Drax                 | Legion of Super Heroes: “Phantoms”                                  | Creato dai prigionieri della Zona Fantasma, Drax è un mutante Kryptoniano designato per liberare i suoi creatori dal loro imprigionamento.                                                                  |
| Imperiex             | Legion of Super Heroes: “The Man from the Edge of Tomorrow, Part 1” | Conquistatore del 41º secolo, Imperiex è messo alle strette dal clone di Superman, Superman X che andò indietro nel tempo per cercare aiuto nella Legione dei Super-Eroi contro la tirannia del suo nemico. |
| Light Speed Vanguard | Legion of Super Heroes: “Lightning Storm”                           | Un gruppo di simil eroi che aiutarono coloro in difficoltà ma richiedevano pagamenti in compenso (poiché erano costretti a ricostruire ciò che i danni avrebbero potuto causare).                           |
| Terra-Man            | Legion of Super Heroes: “Unnatural Alliances”                       | Un androide dal futuro inviato nel passato per uccidere un ragazzo la cui tecnologia avrebbe dato vita ad Imperiex.                                                                                         |
| Zyx                  | Legion of Super Heroes: “Child's Play”                              | UN giovane mago da Zerok che giunse sulla Terra per creare del caos perché lo divertisse. |